# Václav Jíra
Václav Jíra (né le 2 août 1921 à Prague, en Tchécoslovaquie - mort le 8 novembre 1992) était un joueur de football et entraîneur tchécoslovaque. Il était aussi fonctionnaire. 

## Biographie
Il reçoit six sélections en équipe de Tchécoslovaquie entre 1947 et 1952.
Il joue son premier match en équipe nationale le 11 mai 1947 contre la Yougoslavie, et son dernier le 7 décembre 1952 contre l'Albanie.
Il dirige l'équipe nationale tchécoslovaque de 1963 à 1965, sur un total de 8 matchs. Il enregistre une seule victoire, face à l'Allemagne de l'Ouest le 29 avril 1964.